# Vejle Center Hotel
Vejle Center Hotel er et hotel ved Vejle Å. Hotellet er tegnet af Jan Utzon Arkitekter og åbnede i 1987. Ejerne er er de tre søskende Jette, Hans og Jens Gechwendtner, som også er ejere af Munkebjerg Hotel og Hotel Opus Horsens.
Hotellet bliver typisk brugt til konferencer og af forretningsrejsende samt sportsudøvere.